# Manuel Aller
Manuel Aller, né le 17 avril 1963, à Ponferrada, en Espagne, est un ancien joueur et entraîneur de basket-ball espagnol. Il évolue au poste d'ailier.